# Chiesa dei Santi Simone e Giuda (Milano)
La chiesa dei Santi Simone e Giuda era una chiesa di Milano. 

## Storia
L'edificio risalente al medioevo era ubicato nell'attuale via Cesare Correnti  e sono disponibili poche notizie dettagliate sulle vicende della chiesa. Nel 1300 in questa chiesa si svolse il processo della Santa Inquisizione contro Maifreda da Pirovano.
Fu sconsacrata nel 1810 per essere adibita a diversi tipi di uso, tra cui magazzino. La facciata della chiesa dal 1978 è utilizzata come ingresso per il Teatro Arsenale.

## Descrizione
Dell'aspetto esteriore è noto solo che era presente un affresco di forma semicircolare sopra il portone d'ingresso dei Fiammenghini raffigurante la Vergine Maria con Gesù Bambino e i santi Simone e Giuda. La chiesa si presentava di forma quadrata ad una sola nave e possedeva tre altari. I due altari minori, posti sulla navata destra guardando verso l'altare erano ornati rispettivamente con una tela di San Giovanni Battista decollato di autore anonimo e con una tela della Maria Vergine con in braccio Gesù bambino di Bernardino Luini. Il soffitto della chiesa era composto da una semplice copertura di legno.